# Uttwiller
Uttwiller är en kommun i departementet Bas-Rhin i regionen Grand Est (tidigare regionen Alsace) i nordöstra Frankrike. Kommunen ligger i kantonen Bouxwiller som tillhör arrondissementet Saverne. År 2022 hade Uttwiller 157 invånare.

## Befolkningsutveckling
Antalet invånare i kommunen Uttwiller
| Referens: INSEE |